# Monastère de la Dormition-de-la-Mère-de-Dieu à La Faurie
Pour l’article homonyme, voir Monastère de la Dormition de la Mère de Dieu.
Le monastère de la Dormition-de-la-Mère-de-Dieu est un monastère orthodoxe situé sur la commune de La Faurie (Hautes-Alpes), au lieu-dit Notre-Dame. Le monastère compte actuellement une communauté d'une dizaine de moines, et dépend de la métropole grecque-orthodoxe de France.

## Histoire
Le hameau du Villard, réunit au XVIIe siècle à celui de la Faurie, décline à la fin du XIXe siècle, et ne compte plus qu'une centaine d'habitants au début du XXe siècle.
En 1970, un jeune orthodoxe de 33 ans, enseignant de philosophie, Joseph Raïsi, s'installe dans ce lieu qui n'était que ruines pour y créer un lieu de rencontre, d'approfondissement de foi et de célébration. En 1971, le père Cyrille célèbre la première liturgie dans ce qui sera l'actuelle salle du chapitre. Puis, c'est la construction de la grande chapelle, à partir d'une ancienne bergerie en ruines, que le père Pierre dédiera à la Dormition de la Mère de Dieu en 1972. Premiers travaux réalisés avec peu de moyens et parfois peu de compétences.
Un pèlerinage à Jérusalem, pour la Noël 1974, oriente définitivement le fondateur vers la vie monastique. Recevant le soutien du père Benoît Dupuis, higoumène du monastère Saint-Nicolas de La Dalmerie, et l'aide de l'archimandrite Stéphane Charalambidis, l’œuvre prend un nouvel essor. Le 26 novembre 1976, lors de sa venue à Notre-Dame, le métropolite Mélétios donne sa bénédiction pour que se constitue une association cultuelle et que soit confiée à Benoît Dupuis la formation monastique du fondateur. Celui-ci est reçu comme novice, puis comme moine en 1978, sous le nom de Victor. Après son ordination sacerdotale, le 20 septembre 1981, Monseigneur Mélétios lui accorde sa bénédiction pour qu'il puisse recevoir des novices.
C'est de cette deuxième période que datent la plupart des gros travaux. Elle se clôt par l'inauguration le 11 novembre 1986 de la chapelle saint-Martin, et la consécration de l'église le 12 mai 1988 par Stéphane Charalambidis entouré des principaux higoumènes des monastères de France.
Une troisième étape commence le 19 décembre 1991, quand le métropolite Jérémie procède à l'intronisation solennelle de Victor Raïsi comme archimandrite et higoumène du monastère. L'enracinement dans la vie monastique imposait deux préoccupations principales : la mise en place d'une communauté solide et bien ancrée dans la vie spirituelle, et la poursuite d'une forme d'apostolat vécu dès le début. Il est convenu de séparer l'accueil de la vie des moines. Un centre culturel voit ainsi le jour dans un village voisin, Saint-Pierre-d'Argençon. Cette tentative devra être abandonnée car constituant une charge de travail trop importante pour la modeste communauté. L'ouverture ensuite du métochion saint-Cassien , à Manosque, s'est avérée plus adéquate. Ce lieu de culte permet de regrouper les activités plus pastorales et familiales tout en préservant la richesse de l'esprit monastique.
En 2005, Victor Raïsi, malade, cède sa place d'higoumène à Élie Delaune. Celui-ci quitte cependant brusquement la vie monastique en 2017. C'est alors Irénée Déchelotte qui lui succède, mais celui-ci renonce à son tour l'année suivante. Silouane Chevelt est alors élu pour lui succéder.
Victor Raïsi s'éteint le 17 août 2020 le jour de ses 81 ans après une longue maladie.
En 2024, la Commission d'enquête indépendante sur la pédophilie au sein de la métropole orthodoxe de France (CIPMOF), convoquée deux ans plus tôt, rend un rapport où sont épinglées, à l'époque de la fondation, dans les années 1970, des « dérives sectaires », impliquant des moines issus de « milieux marginaux » et pâtissant de « difficultés d’insertion sociale et professionnelle », voire d'« addictions » et de « troubles mentaux ».

## Les bâtiments

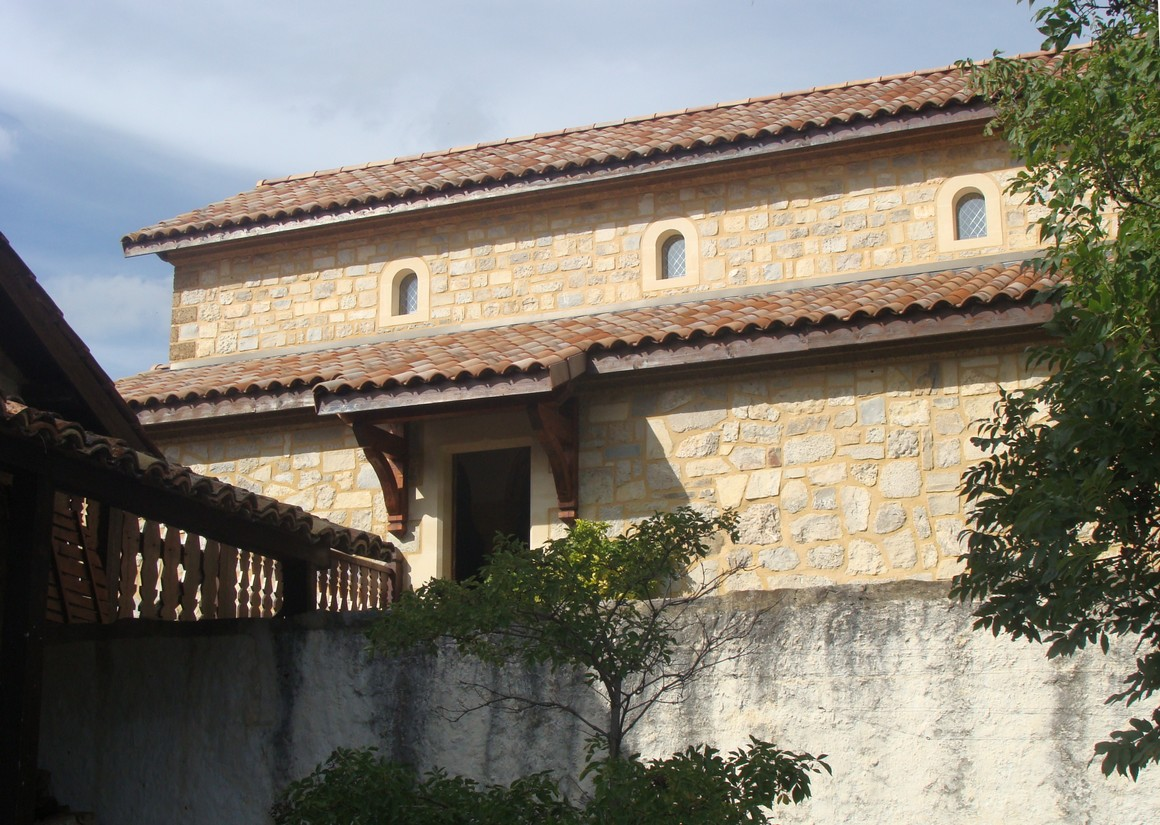
Nouveaux bâtiments.

Un ensemble central de bâtiments comprend la plupart des parties communes de la vie monastique : une chapelle dédiée à saint Martin de Tours et où sont célébrés les offices en hiver, un petit oratoire intra-muros dédié à saint Nicolas et qui sert de sacristie, un synodikon ou salle capitulaire, un atelier d'iconographie, le réfectoire et sa cuisine, une dizaine de cellules de moines, une grande salle d'agapes et d'accueil pour les hôtes, et la porterie.
Au nord un autre bâtiment comportant une dizaine de cellules, une salle de couture et une tisanerie, est relié, par un porche, à des ateliers de travail, de menuiserie, de ferronnerie, et à un bâtiment servant de dépendance agricole à angle droit avec le précédent. Tout ceci forme une cour intérieure, un cloître tout à fait propice au recueillement. Construit de pierres apparentes et jointées d'ocre, ce complexe de bâtiments s'harmonise avec le paysage.

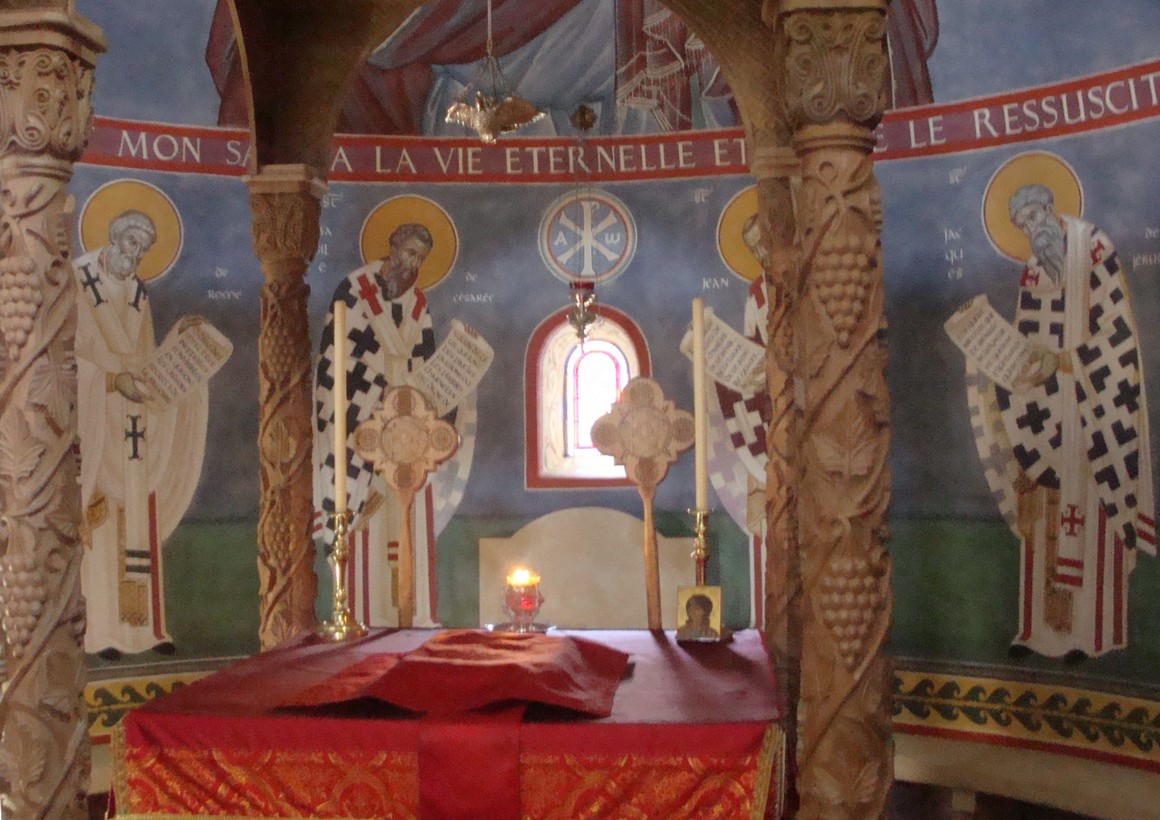
Décorations intérieures.

À une centaine de mètres au nord-ouest de cet ensemble se trouvent l'église principale, dédiée à la Dormition de la Mère de Dieu, et le cimetière. Plus au sud se trouve une construction qui pourrait devenir une hôtellerie.
Tous ces bâtiments ont été construits et décorés intérieurement par les moines eux-mêmes.